# Arquidiócesis de Niterói
La arquidiócesis de Niterói (en latín: Archidioecesis Nictheroyen(sis) y en portugués: Arquidiocese de Niterói) es una circunscripción eclesiástica latina de la Iglesia católica en Brasil, sede metropolitana de la provincia eclesiástica de Niterói. La arquidiócesis tiene al arzobispo José Francisco Rezende Dias como su ordinario desde el 30 de noviembre de 2011. 

## Territorio y organización

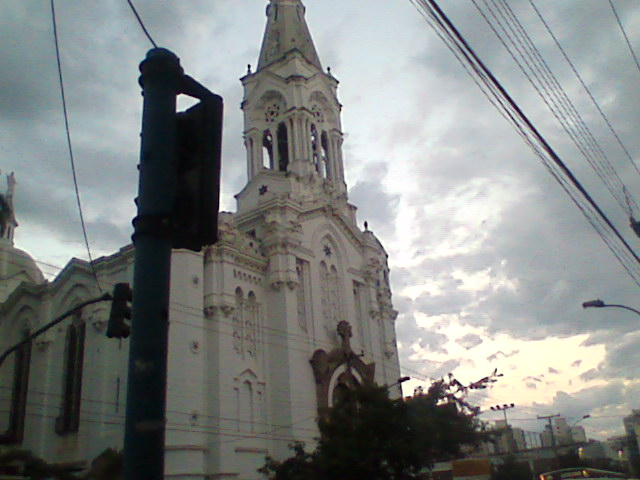
Basílica de Nuestra Señora Auxiliadora

La arquidiócesis tiene 4728 km² y extiende su jurisdicción sobre los fieles católicos de rito latino residentes en 14 municipios del estado de Río de Janeiro: Niterói, Araruama, Armação dos Búzios, Arraial do Cabo, Cabo Frio, Iguaba Grande, Itaboraí, Maricá, Rio Bonito, São Gonçalo, São Pedro da Aldeia, Saquarema, Silva Jardim y Tanguá.
La sede de la arquidiócesis se encuentra en la ciudad de Niterói, en donde se halla la Catedral de San Juan Bautista y la basílica de Nuestra Señora Auxiliadora.
En 2019 en la arquidiócesis existían 78 parroquias agrupadas en 6 vicariatos: Alcantara, Lagos, Niterói, Oceanico, Rural y São Gonçalo.
La arquidiócesis tiene como sufragáneas a las diócesis de: Campos, Nova Friburgo y Petrópolis.

## Historia
La diócesis de Niterói fue erigida el 27 de abril de 1892 con la bula Ad universas del papa León XIII, obteniendo el territorio de la diócesis de Río de Janeiro, que a su vez fue elevada al rango de arquidiócesis metropolitana. La diócesis de Niterói fue originalmente sufragánea de la misma arquidiócesis de Río de Janeiro.
En 1894 la residencia episcopal se trasladó a Nova Friburgo. Pero el 11 de febrero de 1895 fue nuevamente trasladada pro tempore a Campos dos Goytacazes como consecuencia del decreto Constituta de la Sagrada Congregación Consistorial, donde la iglesia de San Francisco de la Penitencia fue elevada a catedral.
El 15 de noviembre de 1895 cedió una parte de su territorio para la erección de la diócesis de Espírito Santo (hoy arquidiócesis de Vitória) mediante la bula Sanctissimo Domino Nostro del papa León XIII.
El 6 de julio de 1897, por decreto Ad Sanctissimum' de la Sagrada Congregación Consistorial, la diócesis se expandió, incorporando otra porción del territorio de la arquidiócesis de Río de Janeiro, que incluía las ciudades de Santo Antônio de Carangola (hoy Porciúncula) y Petrópolis, el obispado y la iglesia catedral fueron trasladados a Petrópolis. El obispado permaneció en Petrópolis hasta el 25 de febrero de 1908, cuando, como consecuencia del decreto de la Congregación Consistorial, fue devuelto a Niterói.
El 4 de diciembre de 1922 cedió otras porciones de su territorio para la erección de las diócesis de Barra do Piraí (hoy diócesis de Barra do Piraí-Volta Redonda) y de Campos mediante la bula Ad supremae Apostolicae Sedis del papa Pío XI.
El 13 de abril de 1946 cedió otra porción de su territorio para la erección de la diócesis de Petrópolis mediante la bula Pastoralis qua urgemur del papa Pío XII.
El 21 de noviembre de 1953 se instituyó el cabildo de la catedral en virtud de la bula Sancta mater Ecclesia del papa Pío XII.
El 26 de marzo de 1960 cedió otra porción de territorio para la erección de la diócesis de Nova Friburgo y al mismo tiempo fue elevada al rango de arquidiócesis metropolitana con la bula Quandoquidem verbis del papa Juan XXIII.

## Estadísticas
De acuerdo al Anuario Pontificio 2020 la arquidiócesis tenía a fines de 2019 un total de 1 279 170 fieles bautizados.
| Año                                                                             | Población            | Población | Población      | Sacerdotes | Sacerdotes    | Sacerdotes    | Bautizados por sacerdote | Diáconos permanentes | Religiosos | Religiosos | Parroquias |
| Año                                                                             | Bautizados católicos | Total     | % de católicos | Total      | Clero secular | Clero regular | Bautizados por sacerdote | Diáconos permanentes | Varones    | Mujeres    | Parroquias |
| ------------------------------------------------------------------------------- | -------------------- | --------- | -------------- | ---------- | ------------- | ------------- | ------------------------ | -------------------- | ---------- | ---------- | ---------- |
| 1966                                                                            | 854 080              | 954 080   | 89.5           | 106        | 69            | 37            | 8057                     |                      | 42         | 81         | 33         |
| 1970                                                                            | 970 000              | 979 080   | 99.1           | 90         | 54            | 36            | 10 777                   |                      | 48         | 208        | 42         |
| 1976                                                                            | 1 080 020            | 1 233 020 | 87.6           | 86         | 54            | 32            | 12 558                   |                      | 37         | 273        | 47         |
| 1980                                                                            | 1 418 000            | 1 546 000 | 91.7           | 96         | 55            | 41            | 14 770                   |                      | 55         | 190        | 53         |
| 1990                                                                            | 1 803 000            | 1 963 000 | 91.8           | 114        | 54            | 60            | 15 815                   |                      | 76         | 227        | 57         |
| 1999                                                                            | 1 639 779            | 1 906 730 | 86.0           | 108        | 62            | 46            | 15 183                   |                      | 61         | 222        | 57         |
| 2000                                                                            | 1 639 779            | 1 906 730 | 86.0           | 112        | 67            | 45            | 14 640                   |                      | 60         | 216        | 57         |
| 2001                                                                            | 1 798 175            | 2 090 902 | 86.0           | 112        | 66            | 46            | 16 055                   | 17                   | 60         | 211        | 57         |
| 2002                                                                            | 1 798 175            | 2 094 288 | 85.9           | 109        | 67            | 42            | 16 497                   | 17                   | 56         | 207        | 58         |
| 2003                                                                            | 1 798 175            | 2 094 288 | 85.9           | 100        | 58            | 42            | 17 981                   | 17                   | 55         | 207        | 58         |
| 2004                                                                            | 1 277 516            | 2 094 288 | 61.0           | 110        | 69            | 41            | 11 613                   | 17                   | 55         | 195        | 58         |
| 2013                                                                            | 1 218 000            | 2 265 000 | 53.8           | 147        | 100           | 47            | 8285                     | 63                   | 55         | 202        | 76         |
| 2016                                                                            | 1 249 000            | 2 322 000 | 53.8           | 152        | 113           | 39            | 8217                     | 80                   | 45         | 191        | 78         |
| 2019                                                                            | 1 279 170            | 2 378 050 | 53.8           | 141        | 109           | 32            | 9072                     | 90                   | 37         | 179        | 78         |
| Fuente: Catholic-Hierarchy, que a su vez toma los datos del Anuario Pontificio. |                      |           |                |            |               |               |                          |                      |            |            |            |

## Episcopologio
- Francisco do Rego Maia † (12 de septiembre de 1893-27 de noviembre de 1901 nombrado obispo de Belém do Pará)
- João Francisco Braga † (9 de abril de 1902-27 de octubre de 1907 nombrado obispo de Curitiba)
- Agostinho Francisco Benassi † (20 de marzo de 1908-26 de enero de 1927 falleció)
- José Pereira Alves † (27 de enero de 1928-21 de diciembre de 1947 falleció)
- José da Matha de Andrade y Amaral † (20 de marzo de 1948-7 de noviembre de 1954 falleció)
- Carlos Gouvêa Coelho † (14 de diciembre de 1954-23 de abril de 1960 nombrado arzobispo de Olinda y Recife)
- Antônio de Almeida Moraes Junior † (23 de abril de 1960-19 de abril de 1979 retirado)
- José Gonçalves da Costa, C.SS.R. † (19 de abril de 1979 por sucesión-9 de mayo de 1990 retirado)
- Carlos Alberto Etchandy Gimeno Navarro † (9 de mayo de 1990-2 de febrero de 2003 falleció)
- Alano Maria Pena, O.P. (24 de septiembre de 2003-30 de noviembre de 2011 retirado)
- José Francisco Rezende Dias, desde el 30 de noviembre de 2011